# Голицыно
Голи́цыно — город в Одинцовском городском округе Московской области России.
В городе расположена одноимённая станция железной дороги Белорусского направления, соединяющей город с Одинцовом, Москвой, Кубинкой, Можайском. Расстояние от московского Белорусского вокзала до Голицына 40 километров.
Голицыно соседствует с посёлком городского типа Большие Вязёмы и деревней Захарово.
Основные транспортные магистрали — Минское и Можайское шоссе, Московское малое кольцо (А-107), Смоленское направление МЖД, одноколейная железнодорожная ветка на Звенигород. С автовокзала города регулярно отправляются автобусы в Москву, Одинцово, Шарапово, Малые Вязёмы.
Климат в городе умеренно континентальный. Среднегодовая температура — 4,7 °C. Выпадает около 661 мм осадков в год.
Население — 22 861 чел. (2024).

## История
Первые упоминания о Голицыне относятся к 1870 году и напрямую связаны со строительством железной дороги Москва — Смоленск — Брест. Новая железная дорога связала Россию с Европой и принесла огромную выгоду Российскому государству.
На 42-й версте от Москвы была построена станция Голицыно, названная в честь княжеского рода — Голицыных, чья усадьба находилась неподалёку от станции. Станция состояла из деревянного двухэтажного здания, платформы и нескольких домов для обслуживающего персонала. Со строительства станции и началась история города.
В 1880-е князь Д. Б. Голицын на безвозмездной основе передает местным крестьянам-кустарям обширные земли близ станции Голицыно под ивовые плантации и складские помещения.
В 1891 году при станции создаётся корзиночная мастерская. Крестьяне окрестных деревень издавна занимались плетением корзин. Чтобы выжить в конкурентной борьбе, они вынуждены были изготавливать больше продукции, что приводило к ухудшению её качества. Чтобы промысел не развалился, Московское земство и известный деятель С. Т. Морозов пришли на помощь крестьянам, создав мастерскую. Мастерская обучала кустарей правильному ведению дел. Помимо изготовления мебели, здесь плели корзины для переноски угля и кокса, что имело большое значение при развитии промышленности.
На заре XX века землями в районе речек Большой и Малой Вязём управлял князь Дмитрий Борисович Голицын. Из 8 тыс. десятин земли, принадлежавших князю, 6,7 тыс. находились под лесом. Держать землю под ним становилось невыгодно, и владелец принял решение о строительстве показательного дачного посёлка с целью в дальнейшем выгодно продать участки.
Территорию посёлка прорезают 13 проспектов, проездов и шоссе. Названия их либо указывают направление (Петровское шоссе — к селу Петровскому), либо соответствуют именам членов семьи князя (Голицынский, Дмитриевский, Екатерининский, Малый Екатерининский, Борисовский, Владимирский проспекты). Сам посёлок получил название Голицынский городок. Застраивались, как правило, территории южнее станции Голицыно, отрезанные от основных земель князя железной дорогой.
В период с 1906 по 1910 год в посёлке были построены: новый каменный вокзал, двухэтажное здание гимназии, платформа при железной дороге, проезжие и пешеходные мосты по проспектам, абиссинские колодцы, проспекты освещались газовыми фонарями.
В 1908 году там, где протекала речка Вязёмка, был вырыт пруд и построена плотина, через которую был переброшен живописный «горбатый» мостик.
Голицынский городок широко рекламировался, но несмотря на это, посёлок застраивался достаточно медленно, причиной тому была высокая стоимость участков, которые продавались за наличный расчёт и в рассрочку.
В 1912 г. грузооборот станции Голицыно составил полтора миллиона пудов в год. В основном перевозились дрова и кирпич. Первое время на железной дороге установились тарифы, выгодные промышленникам.
В тот период сильно возросла потребность в кирпиче. В городах строились многочисленные кирпичные заводы, работавшие на местном сырье. Начал работать и кирпичный заводик купца Максимова в Голицыне. Изготовление кирпича в нём производилось вручную. Обилие дешёвой рабочей силы делало ручной труд более выгодным, чем применение машин.

## Новая история
Осенью 1917 года в Голицыне победила советская власть. В конце ноября был создан поселковый совет, который возглавил большевик Пётр Петрович Волков. В годы гражданской войны на станции Голицыно, 28 сентября 1918 года, начала формироваться третья стрелковая дивизия, которую возглавил Н. В. Куйбышев, брат В. В. Куйбышева, и в состав которой вошли жители посёлка, села Вязёмы и деревни Кобяково. В дальнейшем дивизия действовала против войск Деникина и Врангеля. Частная гимназия в Голицыне после революции стала трудовой школой, была передана отделу просвещения во вновь образованном Наркомате путей сообщения и начала называться Голицынской железнодорожной школой. Долгое время она была единственным учреждением образования в посёлке.
Перепись 1926 года зафиксировала в посёлке городского типа 1497 жителей, помимо школы были отмечены горсовет и больница. Справочник 1930 года указывал магазин, почту, телеграф, аптеку, амбулаторию, 2 клуба с кино, библиотеку и спортплощадку. На станцию 3 раза в неделю прибывал передвижной вагон-кино. Большой пруд имел лодочную станцию, был пригоден для купания и рыбной ловли.
На основании Постановления Совета Народных Комиссаров СССР от 02 сентября 1931 года за № 765 с местом расположения в посёлке Голицыно и селе Успенском, Одинцовского района, Московской области образован Московский зоотехнический институт коневодства (МЗИК), где он находился до оккупации в 1941 году, после освобождения территории от оккупации в 1943 году он был воссоздан, Постановлением СНК СССР и ЦК ВКП(б) от 12 мая 1943 года за № 510. Имел учебное хозяйство рядом с институтом, хороший коровник с силосной башней на 300 тонн, показательную конюшню с 30-ю чистопородными лошадьми верховых, рысистых и тяжеловесных пород, конный манеж для показа животных и занятий со студентами. Также занятия проходили на базе 1-го Московского конного завода.
На основании Постановления Совета Министров СССР от 5 августа 1954 года институт был переведён в город Ижевск Удмуртской АССР и реорганизован с 1 сентября 1954 года в Ижевский сельскохозяйственный институт (ИжСХИ), ныне «Ижевская государственная сельскохозяйственная академия» (ФГОУ ВПО Ижевская ГСХА).
В 1930-е годы Голицыно избрали местом творчества советские писатели. В 1932 году небольшой двухэтажный дом Ф. А. Корша перешёл к Литфонду и стал «домом творчества Союза писателей». Здесь в разные годы отдыхали и создавали свои произведения М. Алигер, К. Паустовский, М. Шагинян, А. Малышкин, А. Гайдар, Муса Джалиль, Мате Залка, К. Тренёв, А. Фадеев, А. Твардовский, В. Катаев, Э. Казакевич. Последние дни жизни здесь провёл Антон Макаренко. 1 апреля 1939 года он скоропостижно умер в вагоне поезда, следовавшего из Голицына в Москву.
Летом 1937 года, возвратившись из эмиграции, здесь жил известный русский писатель А. И. Куприн. Более тридцати лет бессменным директором дома творчества была Серафима Ивановна Фонская, написавшая книгу «Дом в Голицыне», в которой рассказала о жизни тех писателей, с которыми ей пришлось здесь познакомиться. Осенью 1939 г. и зимой 1940 г., после семнадцатилетней разлуки с родиной, в Голицыне в комнате на одной из дач с сыном Георгием жила Марина Цветаева. В Голицыне находилась дача поэта и переводчика Арсения Тарковского.
В послевоенные годы Голицыно становится крупным промышленным пунктом. В 1949 году началась реконструкция станции, все железнодорожные пути были электрифицированы.

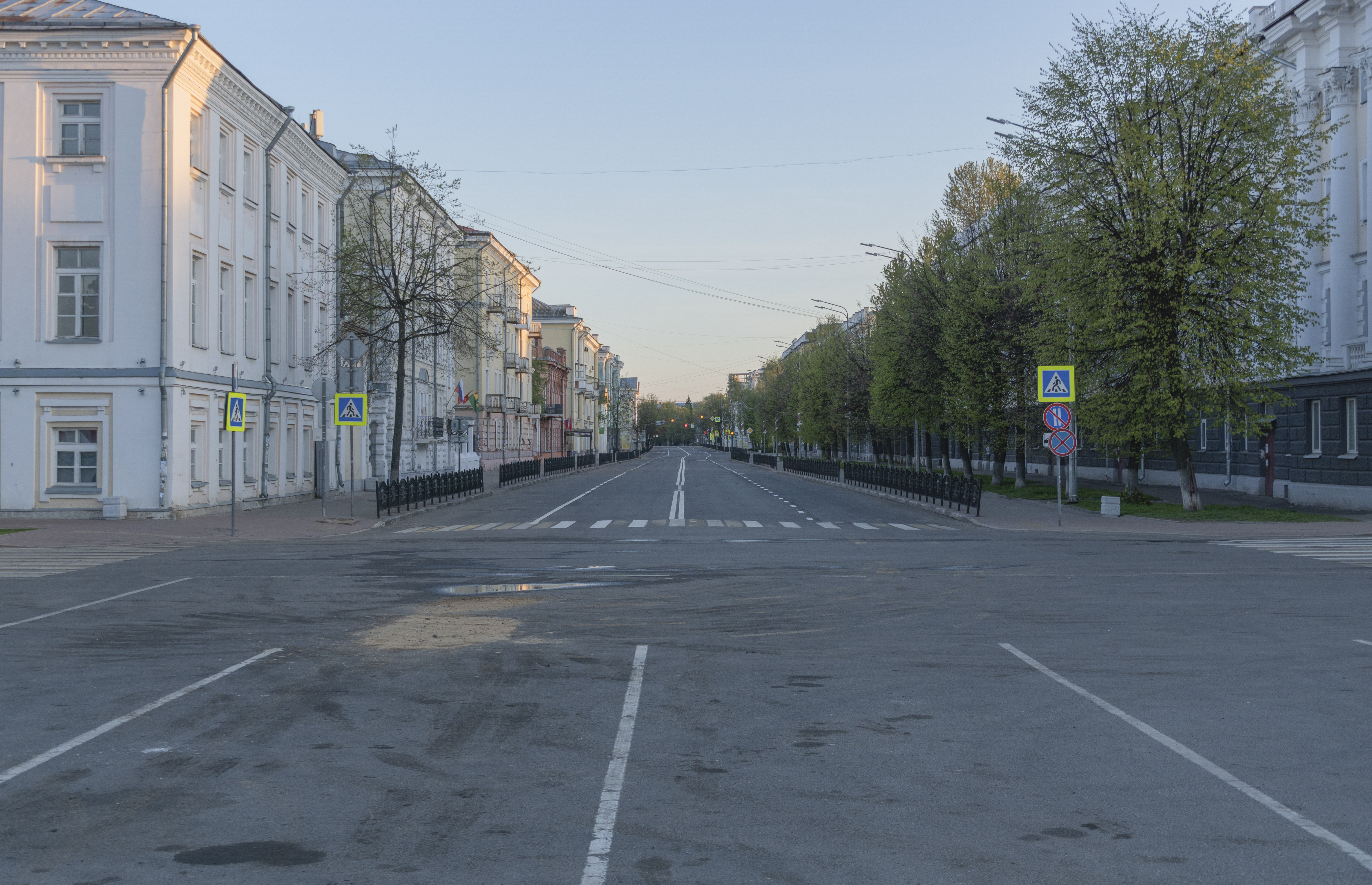
Советская улица

В 1950-е годы на месте сезонной промысловой артели «Звенигородский труд», существовавшей с 1928 г., был создан Голицынский керамический завод, ставший одним из крупнейших поставщиков глиняного кирпича для Москвы и Московской области. Культурно-воспитательный центр завода объединил несколько творческих коллективов. При заводе были построены клуб и библиотека. Вместо артели, где изготавливались игрушки, музыкальные инструменты, пуговицы и брошки, возникла фабрика головных уборов «Светлячок».
Первые многоэтажные дома появились в посёлке только в 1960-х годах, когда активно начали застраивать микрорайоны Рабочий посёлок и Керамиков.
В 1972 году на территории посёлка Голицына было создано Высшее пограничное военно-политическое Краснознамённое училище КГБ СССР им. К. Е. Ворошилова. Был отстроен комплекс, вместивший в себя всё необходимое для подготовки высококвалифицированных офицеров-пограничников. Ныне это — Голицынский пограничный институт ФСБ России, один из крупнейших военных вузов России. Образовательную деятельность здесь ведут 15 кафедр, используя современные технологии обучения.
9 мая 1985 года в южной части посёлка, на Коммунистическом проспекте, был открыт памятник воинам, погибшим в Великой Отечественной войне, построен он был полностью на народные пожертвования.
С 2002 года открыт Голицынский отдел ЗАГС, обслуживающий около 55 тыс. чел., проживающих на территории 10 сельских и поселковых округов.
Указом Губернатора Московской области от 9 сентября 2004 года посёлок городского типа Голицыно получил статус города.
В 2006 году в городе проведена реконструкция Привокзальной площади, выполненная в едином архитектурном стиле. Перед зданием вокзала построен торговый комплекс. В северной части города начато строительство жилого микрорайона Молодёжного.
Новый перспективный генплан города предусматривает: увеличение жилой площади на душу населения, строительство гостиницы, кинотеатра, бассейна, создание парка культуры, рост числа библиотек, медицинских и детских учреждений, магазинов и предприятий общественного питания.
До 2019 года Голицыно был центром одноимённого городского поселения.

## Население
| 1926    | 1939    | 1959    | 1970    | 1979    | 1989    | 2000    |
| ------- | ------- | ------- | ------- | ------- | ------- | ------- |
| 1500    | ↗7853   | ↗11 503 | ↗12 638 | ↗21 319 | ↗23 315 | ↘22 400 |
| 2001    | 2002    | 2003    | 2005    | 2006    | 2007    | 2008    |
| ↘22 200 | ↘16 189 | ↗16 200 | ↗16 500 | ↘16 189 | ↗16 900 | ↗17 000 |
| 2009    | 2010    | 2011    | 2012    | 2013    | 2014    | 2015    |
| ↗17 265 | ↗17 593 | ↗17 600 | ↘17 444 | ↗17 486 | ↘17 361 | ↘17 301 |
| 2016    | 2017    | 2018    | 2019    | 2020    | 2021    | 2023    |
| ↗17 535 | ↗17 660 | ↘17 651 | ↘17 368 | ↗17 502 | ↗22 733 | ↗22 908 |
| 2024    |         |         |         |         |         |         |
| ↘22 861 |         |         |         |         |         |         |

На 1 января 2025 года по численности населения город находился на 600-м месте из 1124 городов Российской Федерации.

## Инфраструктура

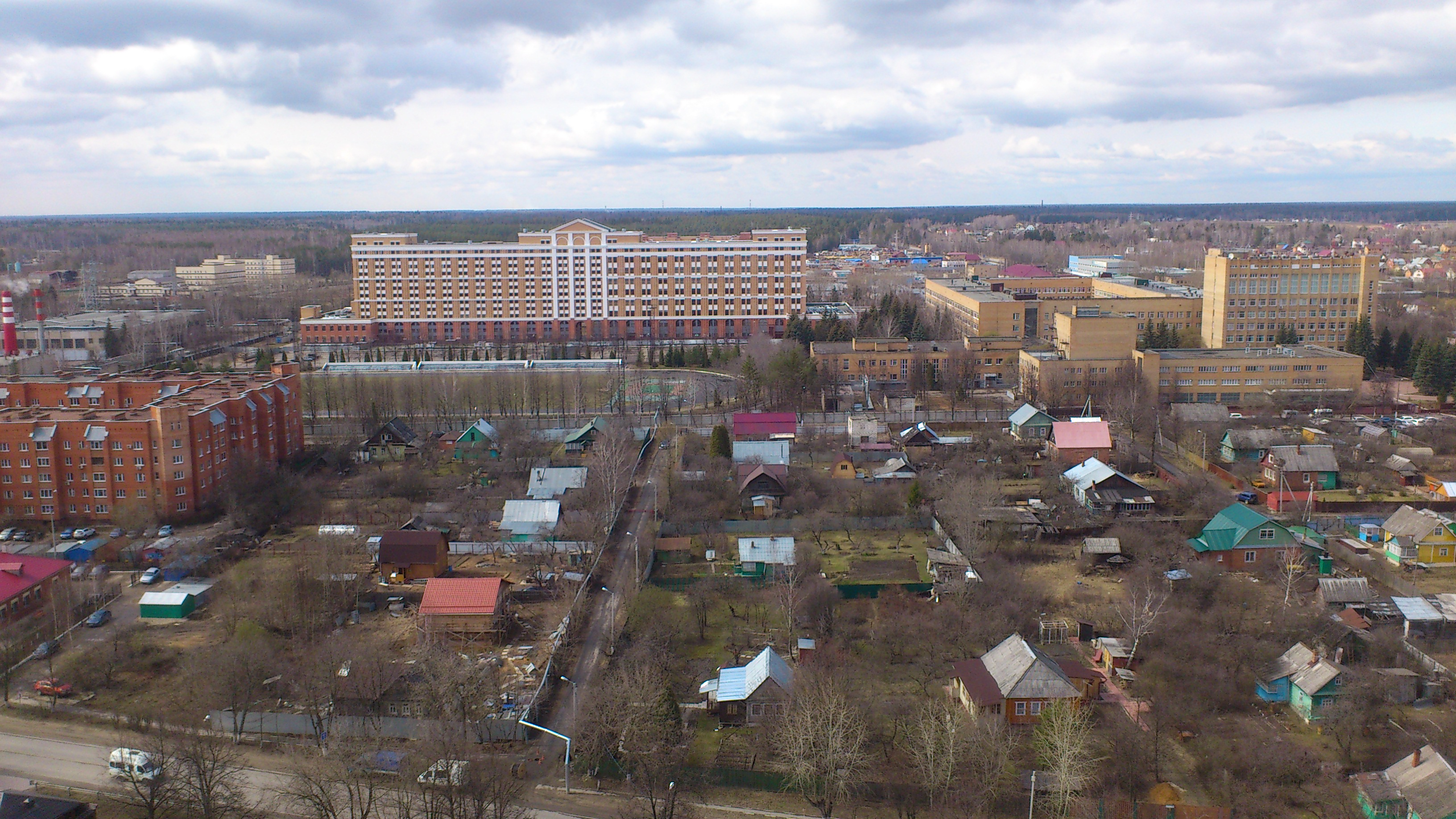
Голицынский пограничный институт ФСБ России

Из промышленных предприятий выделяются:
- Голицынский керамический завод;
- Завод Голицынский кирпич;
- Дорожное ремонтно-строительное управление № 19 (ДРСУ);
- ОАО «Голицыно-Инструмент»

В городе действуют три школы (№ 1, № 2, № 3), интернат (Закрылся в 2016 году) и три детских сада.
В непосредственной близости к станции Голицыно расположены супермаркеты «Перекрёсток», «Пятёрочка» и «Дикси». Также два магазина «Дикси» и магазин «Пятёрочка» есть в соседнем посёлке Большие Вязёмы.
С августа 2004 года ведутся регулярные богослужения в строящемся храме преподобного Серафима Саровского (Коммунистический пр-т, д. 22).
В окрестностях Голицына находятся:
- Государственный историко-литературный музей-заповедник А. С. Пушкина — «Большие Вязёмы»;
- филиал музея А. С. Пушкина в Захарове;
- Главный военный клинический госпиталь ФСБ (ранее пограничных войск);
- Голицынский пограничный институт ФСБ России;
- место дислокации гвардейской мотострелковой Таманской дивизии (в посёлке Калининец);
- ЗАТО город Краснознаменск, бывший Голицыно-2.

## Религия
Одинцовское благочиние (Московская областная епархия)
- Храм св. Князя Александра Невского (2000)[32]
- Храм преподобного Серафима Саровского (2000)[32]

## Галерея

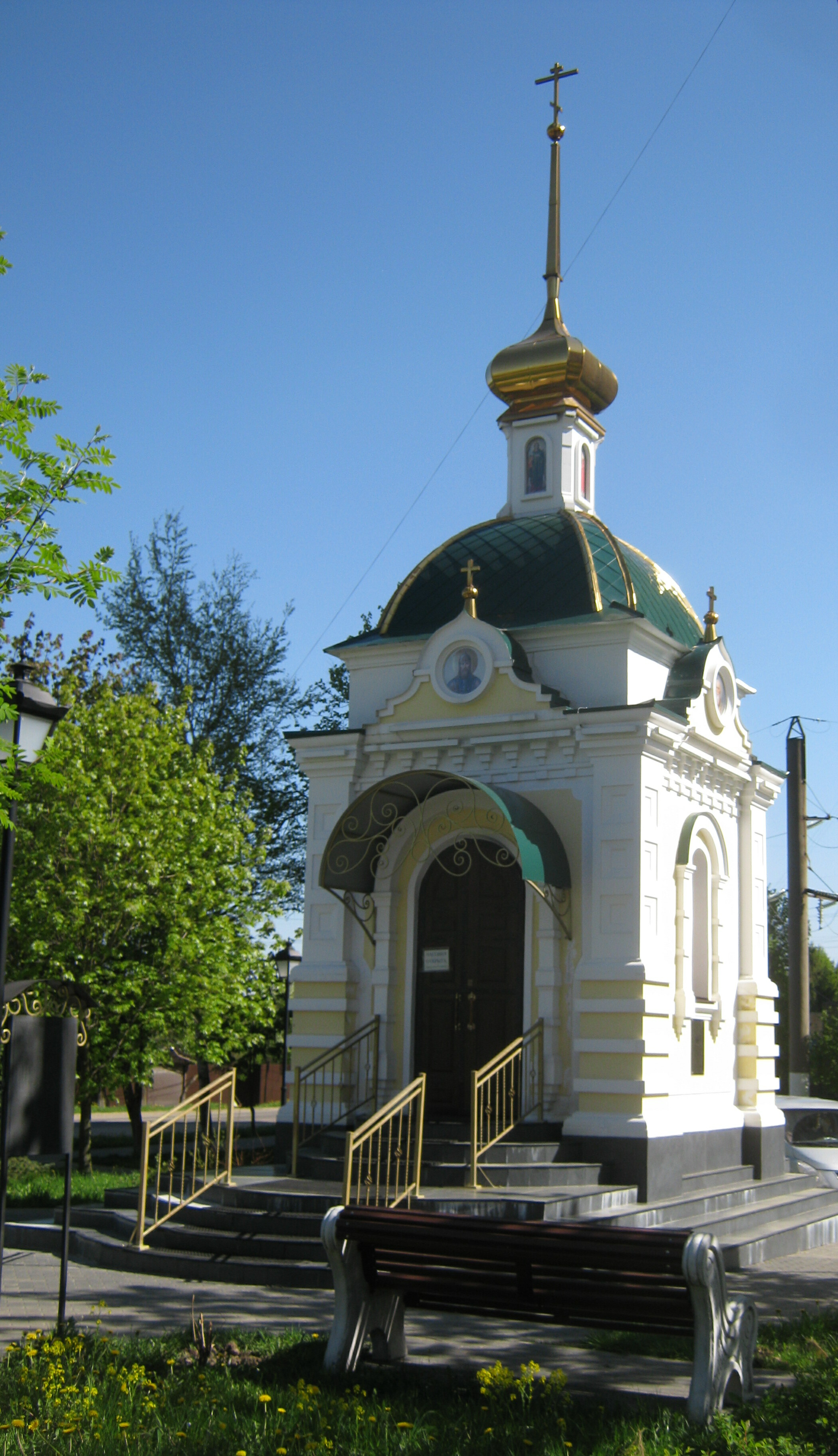
Часовня Илии Муромца
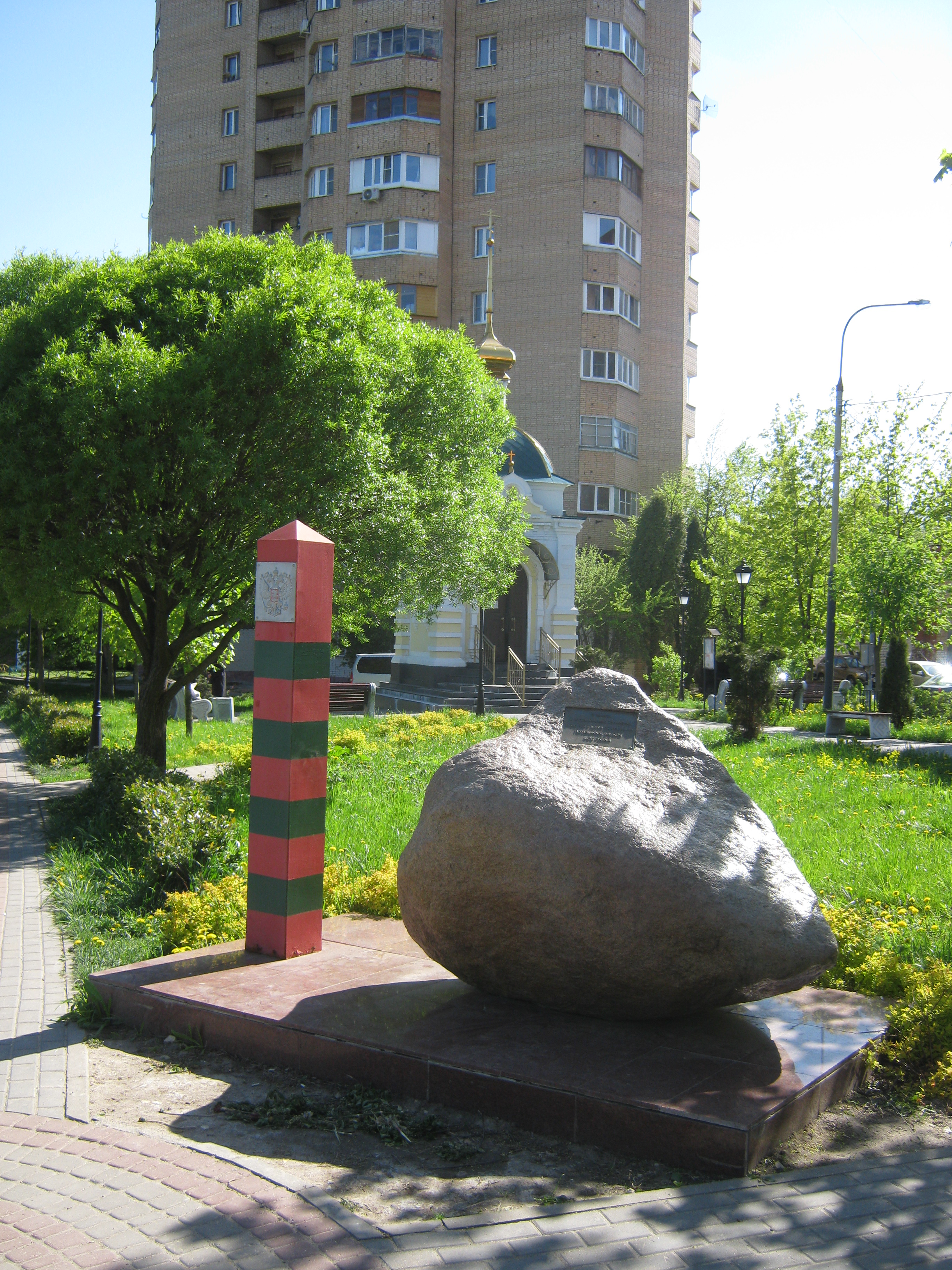
Памятный знак к 100-летию пограничных войск
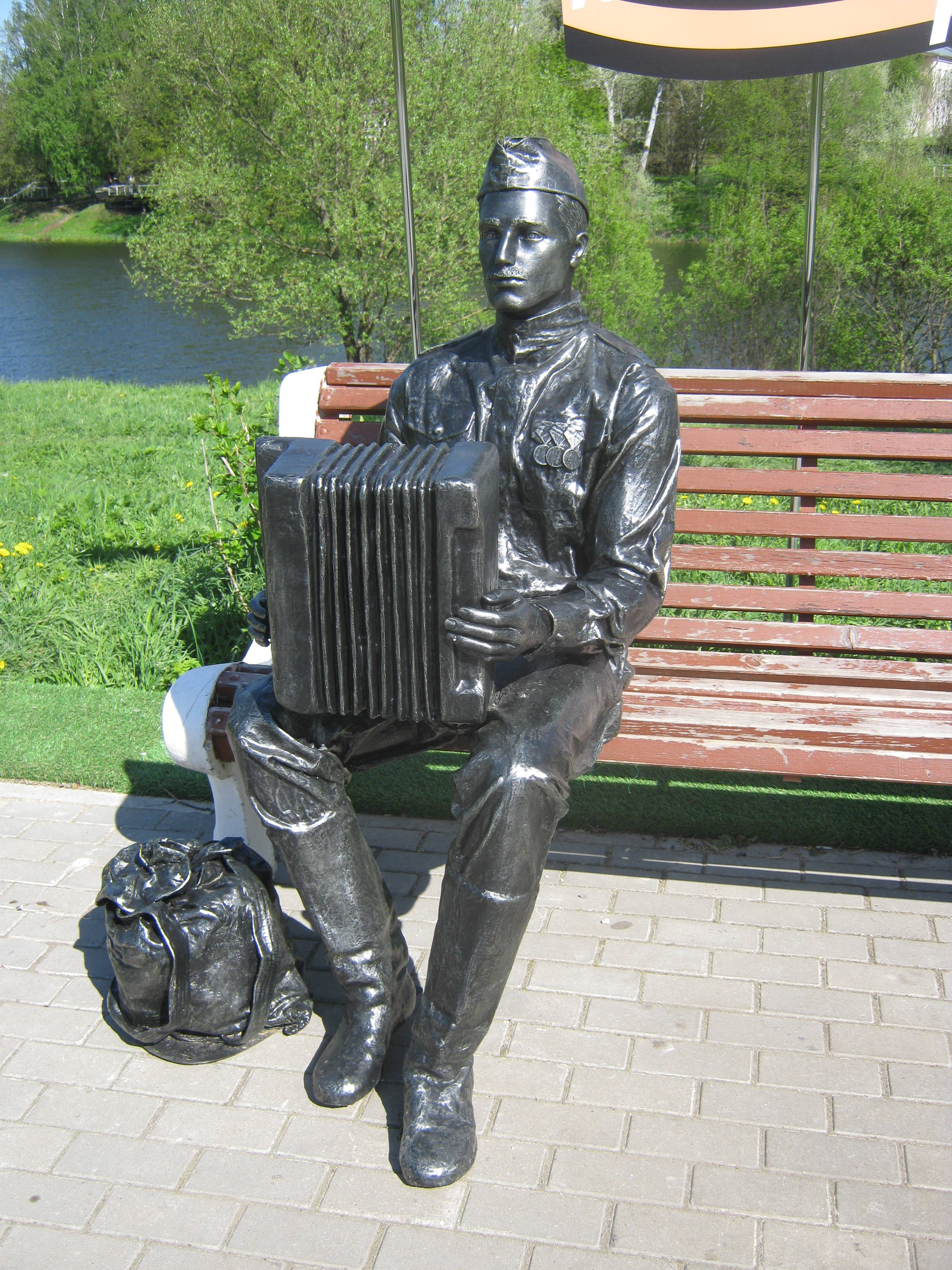
Красноармеец на лавке в парке Героев 1812 года
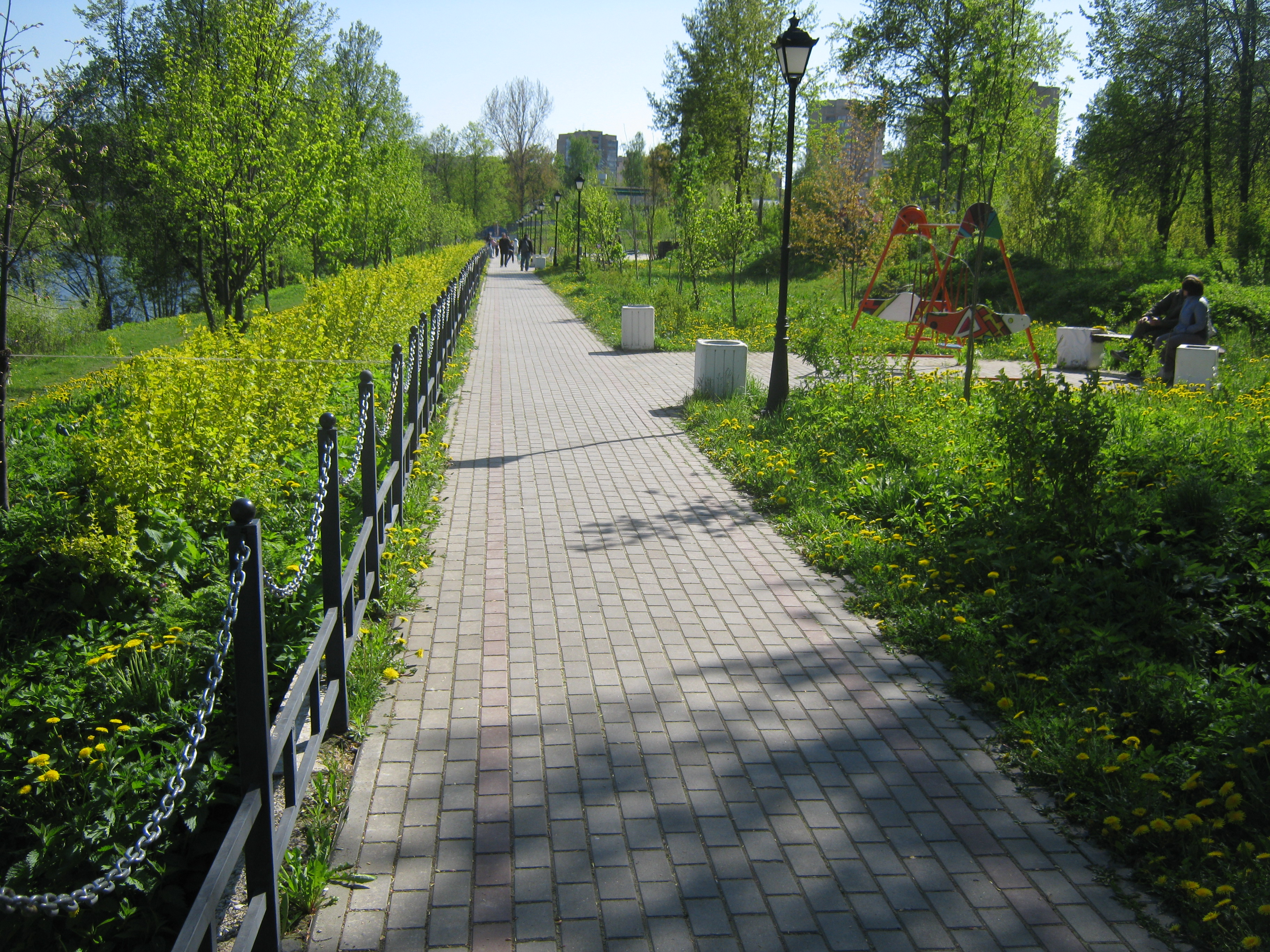
Набережная в парке Героев 1812 года